# Naftali Bon
Naftali Bon (Kapsabet, 9 ottobre 1945 – Kapsabet, 2 novembre 2018) è stato un velocista keniota, specializzato nei 400 metri piani.

## Biografia
Ha partecipato a due edizioni dei Giochi olimpici (Città del Messico 1968 e Monaco di Baviera 1972) conquistando una medaglia d'argento nella 4x400 metri piani durante la prima edizione.

## Palmarès
| Anno | Manifestazione  | Sede              | Evento  | Risultato | Prestazione | Note |
| ---- | --------------- | ----------------- | ------- | --------- | ----------- | ---- |
| 1968 | Giochi olimpici | Città del Messico | 4×400 m | Argento   | 2'59"64     |      |